# Päivi Aaltonen
Päivi Aulikki Meriluoto-Aaltonen (Tampere, 12 dicembre 1955) è un'ex arciera finlandese.

## Palmarès

### Olimpiadi
- Bronzo a Mosca 1980 nell'individuale femminile.

### Europei
- Argento a Compiègne 1980 nella gara a squadre outdoor
- Argento a Kecskemét 1982 nella gara a squadre outdoor
- Argento a Kecskemét 1982 nella gara individuale outdoor
- Argento a Falun 1983 nella gara a squadre outdoor
- Bronzo a Stoneleigh 1978 nella gara a squadre outdoor
- Bronzo a Odense 1985 nella gara a squadre outdoor